# Caribou (álbum)
Caribou es el octavo álbum de estudio del músico inglés Elton John, lanzado en 1974. Fue el cuarto álbum de Elton en encabezar las listas de éxitos en los Estados Unidos y el tercero en el Reino Unido. El álbum contiene los sencillos "Don't Let the Sun Go Down on Me", que alcanzó el número 16 en la lista de singles del Reino Unido y el número dos en los EE. UU., y "The Bitch Is Back", que alcanzó el número 15 en el Reino Unido y número cuatro en los EE. UU. Ambos sencillos alcanzaron el número uno en Canadá en la lista nacional RPM 100 Top Singles, al igual que el álbum en sí.
El álbum recibió críticas tibias en su lanzamiento y las críticas heredadas no consideran que el disco se encuentre entre los mejores trabajos de John desde su período pico de principios de la década de 1970. Sin embargo, el álbum fue un éxito comercial y ha sido certificado doble platino en los EE. UU., además de recibir una certificación de oro en el Reino Unido. El álbum fue nominado para el Premio Grammy por Álbum del Año en la 17.ª Entrega Anual de los Premios Grammy.

## Grabación
En las notas de la portada del relanzamiento del CD de 1995, John describió que el álbum se grabó rápidamente en enero de 1974, con solo unos nueve días para grabar todo, porque él y la banda "estuvieron bajo una enorme presión" para terminar el álbum y embarcarse inmediatamente en una gira por Japón. El productor Gus Dudgeon agregó coros adicionales, metales y otras sobregrabaciones después de que John y la banda terminaron su trabajo. Dudgeon más tarde llamó al álbum "un pedazo de mierda... el sonido es lo peor, las canciones no están en ninguna parte, la portada salió mal, las letras no eran tan buenas, el canto no estaba del todo bien, la interpretación no era buena y la producción es simplemente pésima".
El álbum lleva el nombre del estudio de grabación Caribou Ranch en Colorado, donde se grabó gran parte del álbum.
La canción número 10 del álbum, "Ticking" cuenta la historia de un hombre que sufre de una infancia reprimida que mata a 14 personas en un tiroteo masivo en un bar de la ciudad de Nueva York. A pesar de haber sido descrito por el crítico de Rolling Stone, Tom Nolan, como "el fiasco central" del álbum en su reseña de Caribou de 1974. En 2015, los lectores de Rolling Stone votaron la canción como su segundo "corte profundo" favorito de canciones menos conocidas de Elton John.
Además de los sencillos, a lo largo de los años, John ha tocado varias otras canciones de este álbum en concierto, incluidas "Grimsby", "You're So Static", "Ticking" y "Dixie Lily". La reedición del CD de 1995 contiene cuatro canciones del período general en y alrededor del lanzamiento de Caribou, aunque solo dos de ellas, las caras B "Sick City" y "Cold Highway", se grabaron durante las sesiones del álbum. "Step into Christmas" se grabó durante una sesión individual única anterior, y "Pinball Wizard" se grabó en Who's Ramport Studios en Inglaterra, durante las sesiones para la partitura de la película y el álbum de la banda sonora de Tommy.

## Lista de canciones
| Lado uno |                           |          |  |
| N.º      | Título                    | Duración |  |
| 1.       | «The Bitch Is Back»       | 3:44     |  |
| 2.       | «Pinky»                   | 3:54     |  |
| 3.       | «Grimsby»                 | 3:46     |  |
| 4.       | «Dixie Lily»              | 2:55     |  |
| 5.       | «Solar Prestige a Gammon» | 2:52     |  |
| 6.       | «You're So Static»        | 4:53     |  |

| Lado dos |                                   |          |  |
| N.º      | Título                            | Duración |  |
| 1.       | «I've Seen the Saucers»           | 4:48     |  |
| 2.       | «Stinker»                         | 5:20     |  |
| 3.       | «Don't Let the Sun Go Down on Me» | 5:36     |  |
| 4.       | «Ticking»                         | 7:34     |  |
| 45:15    |                                   |          |  |

| Bonus tracks (reedición de 1995 Mercury y 2001 Rocket) |                       |          |  |
| N.º                                                    | Título                | Duración |  |
| 1.                                                     | «Pinball Wizard»      | 5:09     |  |
| 2.                                                     | «Sick City»           | 5:23     |  |
| 3.                                                     | «Cold Highway»        | 3:25     |  |
| 4.                                                     | «Step into Christmas» | 4:32     |  |
| 63:44                                                  |                       |          |  |

## Premios
Grammy Awards
| Año  | Nominado/trabajo | Premio        | Resultado |
| ---- | ---------------- | ------------- | --------- |
| 1975 | Caribou          | Álbum del año | Nominado  |

## Certificaciones
| Región                                    | Certificado | Unidades/ventas |
| ----------------------------------------- | ----------- | --------------- |
| British Phonographic Industry             | Oro         | 100,000         |
| Recording Industry Association of America | Platino x2  | 2,000,000       |